# Montauban
Montauban je francouzské město v regionu Okcitánie, hlavní město (prefektura) departementu Tarn-et-Garonne. V roce 2012 zde žilo 56 887 obyvatel. Je centrem arrondissementu Montauban. Město leží na soutoku řek Tarn a Tescou 50 km severně od Toulouse.

## Historie
Montauban založil roku 1144 Alfons Jordan z Toulouse jako opevněné město (bastide). Název pochází z latinských slov mons albanus (bílá hora). V letech 1361 až 1414 zde vládli Angličané. V době hugenotských válek byl Montauban baštou protestantů, proslulou událostí je Les Quatre Cents Coups de Montauban (čtyři sta ran v Montaubanu), kdy v roce 1621 město odolalo dlouhému ostřelování královským vojskem.
Montauban nese od roku 2015 označení „město umění a historie“ a má 43 objektů chráněných jako Monument historique. Nachází se zde barokní katedrála Nanebevzetí Panny Marie, kterou projektoval Jules Hardouin-Mansart a byla vysvěcena roku 1739. Historicky cenné je hlavní náměstí Place Nationale s budovami z červených cihel. Přes Tarn vedou dva mosty, Pont Vieux ze čtrnáctého století a Pont Neuf z roku 1913. Narodili se zde Jean Auguste Dominique Ingres a Antoine Bourdelle, jejichž díla jsou vystavena v Musée Ingres-Bourdelle, sídlícím v bývalém biskupském paláci. V Montaubanu je pohřben španělský prezident Manuel Azaña. Natáčel se zde film Stará puška. Od roku 1991 se v Montaubanu každoročně koná literární festival Lettres d'Automne. 
Městem vede umělá vodní cesta Canal de Montech. Sídlí zde elektrotechnická firma Bouyer.

## Vývoj počtu obyvatel
Počet obyvatel 